# Branderoda

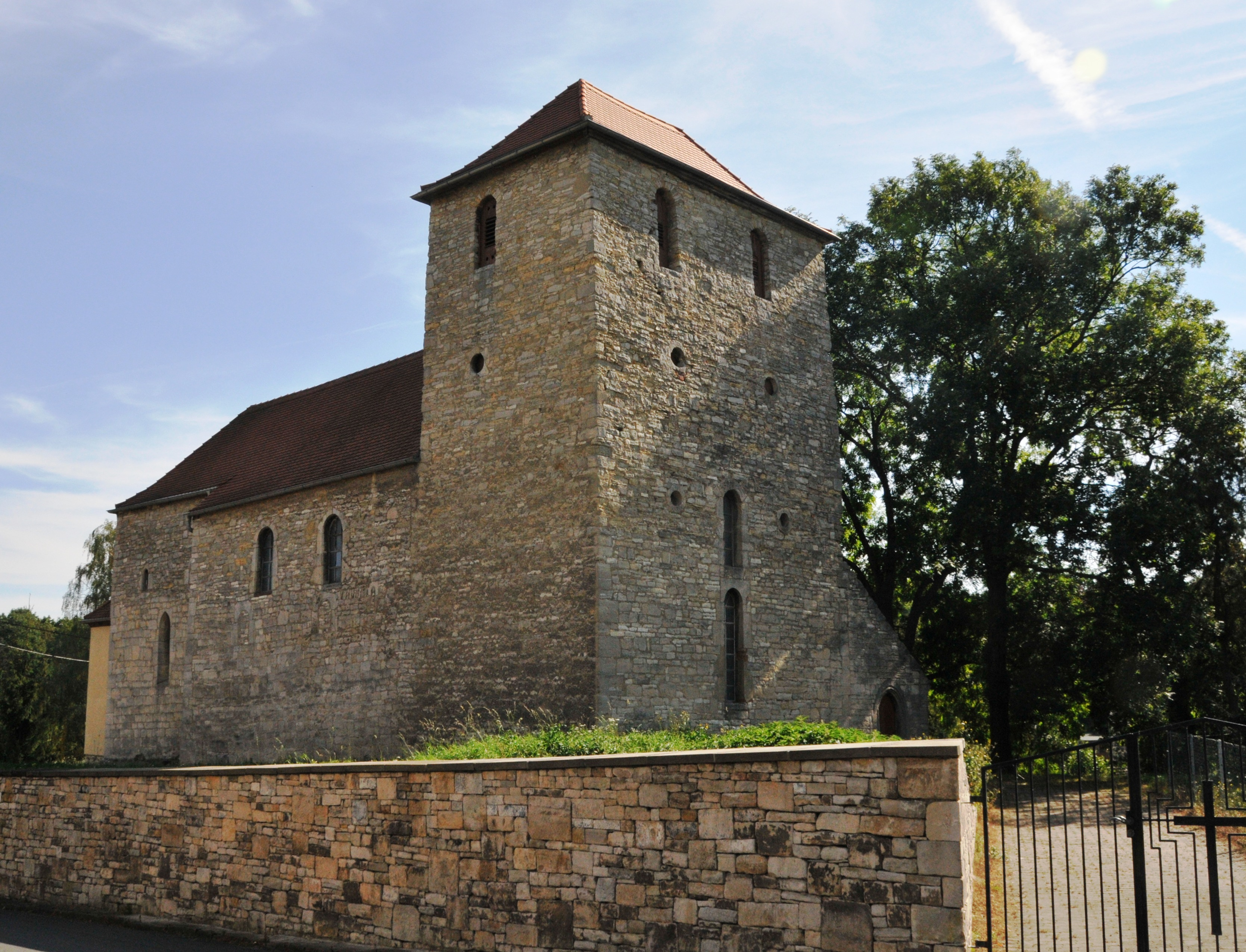
Kirche

Branderoda ist ein Ortsteil der Stadt Mücheln (Geiseltal) im Saalekreis in Sachsen-Anhalt.

## Geografie
Branderoda liegt zwischen Weißenfels und Querfurt an der Kreisgrenze zum Burgenlandkreis.

## Geschichte
Frühste urkundliche Ortserwähnungen sind 1366 in einer „Chronik des Klosters Pforta nach urkundlichen Nachrichten“ und 1400 in einem Zinsregister des Bistums Halberstadt.
Die Flur Branderoda grenzte ursprünglich mit Gröst, Mücheln (Geiseltal), der Newen Jöhla und Zeuchfeld.
Im Mittelalter war Branderoda eine Filiale der Kirche von Gröst.
Im Jahre 1518 saßen Sebastian, Georg und Wolf v. Benndorf auf Branderoda. „Von 1518 - 75 besaß die Familie (zuletzt Thimo v. Benndorf) Branderode bei Freiburg“.
1589 lebten 28 besessene Mann im Ort, darunter 5 Anspänner und 23 Hintersassen. Die Ober- und Erbgerichte im Dorf und Feld gehörten dem Besitzer des im Ort befindlichen Rittersitzes. 1589 war dies Nicol Schlegel und 1612 Zacharias Schlegel.
1630 wurde Christoph Felgenhauer mit dem Rittergut belehnt.
Weitere Rittergutsbesitzer waren
- ... von Bose (v. 1766-...)

von Heßler (v. 1780-n. 1790)
- Friedrich Moritz von Heßler (18. Jh.)

Grafen von der Schulenburg (1803-n. 1929)
- Moritz von der Schulenburg (* 1774)
- Gräfin von der Schulenburg (geb. Gräfin von Wallwitz, v. 1872-...)
- Werner von der Schulenburg (v. 1880-...)
- Adalbert Karl Werner von der Schulenburg (20. Jh.)

Zitat: „Die Grafen von der Schulenburg wurden vom 23.09. bis 10.10.1945 durch die Bodenreform enteignet. … Der entschädigungslos enteignete Grundbesitz des Adelbert Karl Werner Graf von der Schulenburg belief sich 1945 in Burgscheidungen auf 787 ha (981ha?), in Kirchscheidungen auf 212 ha und in Branderoda auf 443 ha (davon 47 ha Wald). … Frau Rose Wätjen, geb. Gräfin von der Schulenburg stellt am 05.10.1945, in Stellvertretung ihres Vaters Adelbert Karl Werner Graf von der Schulenburg, einen Antrag an die Provinzialregierung Sachsen auf Ausnahmegenehmigung, ihm 100 ha von seinem Grundbesitz zu belassen, wenn möglich das Gut Branderoda. Dieser Antrag wurde abgelehnt.“
Bis 1815 war Branderoda ein Amtsdorf des sächsischen Amtes Freyburg und gelangte dann an Preußen. Im Jahr 1927 hatte Branderoda 236 Einwohner.
Vor 1952 gehörte der Ort zum damaligen Kreis Querfurt.
Von 1952 bis 1994 gehörte die Gemeinde zum Landkreis Nebra.
Seit der Kreis- und Gebietsreform 1994 liegt er im Landkreis Merseburg-Querfurt.
Am 1. Januar 2006 erfolgte die Eingemeindung nach Mücheln.

## Sehenswürdigkeiten

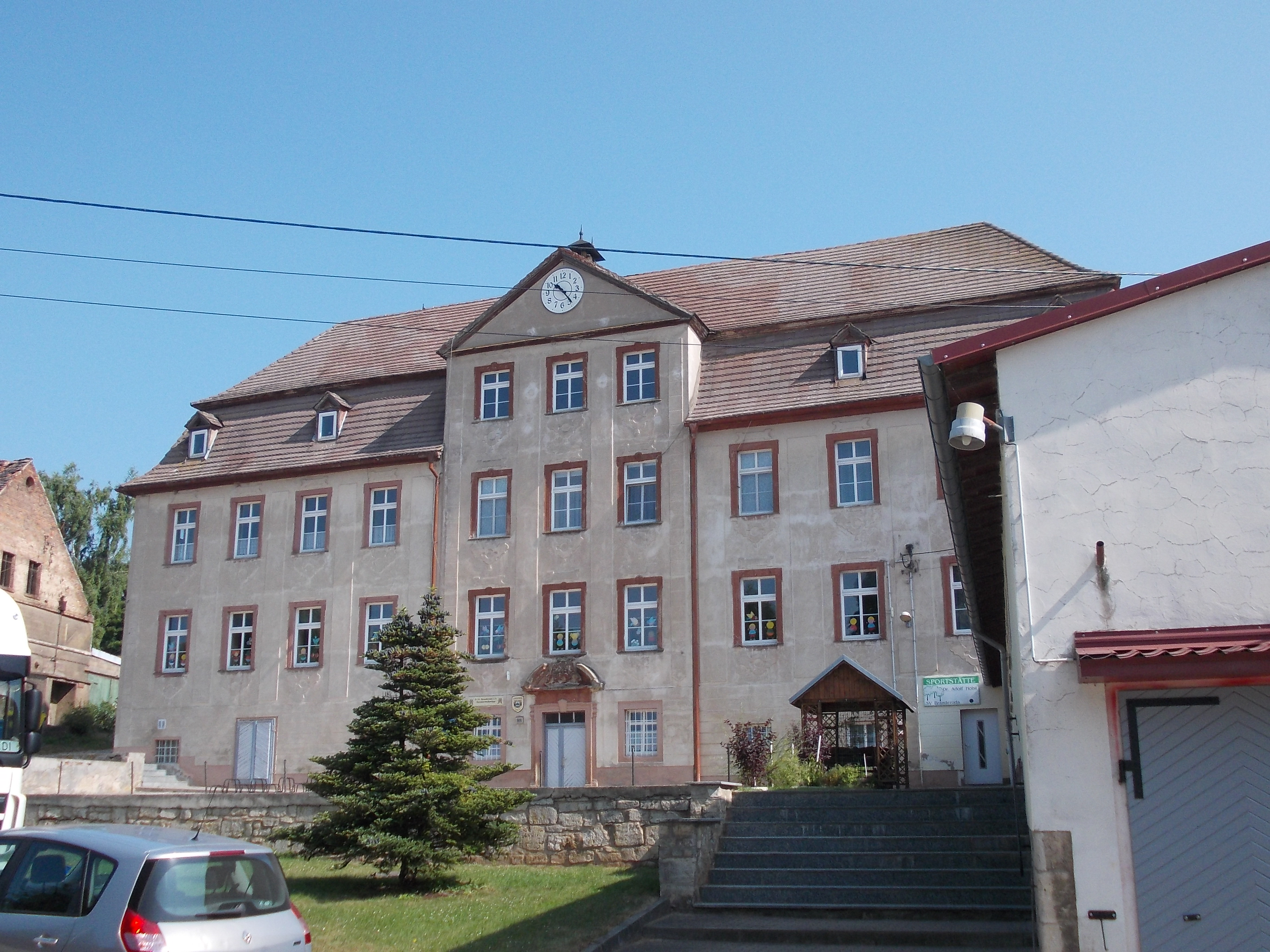
Herrenhaus des Rittergutes

Die Hauptsehenswürdigkeit des Ortes ist die aus dem 12. Jahrhundert stammende Kirche mit dem romanischen Taufbecken. Nach einem Brand, der sie zerstörte, wurde sie vergrößert wieder aufgebaut. Im 16. Jahrhundert erfuhr sie eine tiefgreifende Erneuerung. Eine Besonderheit ist das über einen separaten Eingang zu erreichende Herrengestühl. In dieser Patronatsloge sind die Wände mit bemalter Leinwand verziert. Früher hingen drei Glocken im Turm, jedoch ist nur noch eine erhalten, die aus dem 14. Jahrhundert stammt. Sie ist mit Minuskeln beschrieben.
Weitere Sehenswürdigkeiten sind das Herrenhaus des Rittergutes, das Geburtshaus des Dichters und Kinderbuchautors Adolf Holst sowie die artenreiche Flora und Fauna in und um Branderoda mit zahlreichen Orchideenarten sowie anderen geschützten Pflanzen und Tieren.
Sehenswerte sind auch die Kopflinden auf dem Distelberg südlich der Ortslage von Branderoda, seltene Zeugnisse fast vergessener Bewirtschaftungs- und Nutzungsmöglichkeiten der einheimischen Linden.
Rätselhaft bleibt bisher die Bedeutung und Nutzung der großen Steine, die sich an markanten Stellen des Ortes finden. Unklar ist, ob es sich dabei um eine Art Bauernsteine handelt oder um Reitersteine, die als Aufstiegshilfen für Reiter dienten.

## Vereine
Im Ort gibt es mehrere Möglichkeiten zur Freizeitgestaltung. Viele Vereinsmitglieder sind oft in mehreren Vereinen gleichzeitig.
Im Folgenden eine Auflistung der eingetragenen und nicht eingetragenen Vereine in alphabetische Reihenfolge:
- Freiwillige Feuerwehr Branderoda
- Heimatverein Branderoda e. V.
- Pfingstgesellschaft Branderoda
- Schützengilde Branderoda 2001 e. V.
- Sportverein Branderoda e. V. mit verschiedenen Sektionen wie Kegeln (DDR-Meisterschaften und dritte Bundesliga), Fußball, Volleyball, Gymnastik
- VSG "Waldfrieden" e. V.

## Verkehr
Südwestlich der Gemeinde verläuft die Bundesstraße 180 von Naumburg (Saale) nach Querfurt.
Straßen und Wirtschaftswege führen zu den Nachbarorten: Baumersroda, Ebersroda, Gröst, Krumpa, Mücheln, Schleberoda, Schortau, Zeuchfeld.

### Nahverkehr
Im öffentlichen Nahverkehr ist Branderoda über die Haltestellen Ort und Siedlung mit folgender Linie erreichbar:
- Bus 722 (PNVG Merseburg-Querfurt): Merseburg – Gröst – Branderoda – Mücheln

## Persönlichkeiten
- Christoph Felgenhauer (vor 1604–1639), Rittergutsbesitzer
- Martin Hassen (* 1677 in Branderoda; † 1750), Ethnologe und Diplomat
- Anna Thekla von Weling (* 1837; † 1900), Schriftstellerin, Gründerin der erste Kleinkinderschule im damaligen Kreis Querfurt in Branderoda (1875 – 1885)
- Adolf Holst (* 1867 in Branderoda; † 1945), Dichter, Kinderbuchautor und Verleger
- Karlheinz Schäfer (* 1941), Bildhauer und Maler